# Хронологија СФРЈ и СКЈ јануар 1990.
Хронолошки преглед важнијих догађаја везаних за друштвено-политичка дешавања у Социјалистичкој Федеративној Републици Југославији (СФРЈ) и деловање Савез комуниста Југославије (СКЈ), као и општа политичка, друштвена, спортска и културна дешавања која су се догодила у току јануара месеца 1990. године.
| ← децембар '89. | ← децембар '89. | ← децембар '89. | ← децембар '89. | ← децембар '89. | ← децембар '89. | ← децембар '89. | ← децембар '89. | Хронологија СФРЈ и СКЈ током 1990. | Хронологија СФРЈ и СКЈ током 1990. | Хронологија СФРЈ и СКЈ током 1990. | Хронологија СФРЈ и СКЈ током 1990. | Хронологија СФРЈ и СКЈ током 1990. | Хронологија СФРЈ и СКЈ током 1990. | Хронологија СФРЈ и СКЈ током 1990. | Хронологија СФРЈ и СКЈ током 1990. | Хронологија СФРЈ и СКЈ током 1990. | Хронологија СФРЈ и СКЈ током 1990. | Хронологија СФРЈ и СКЈ током 1990. | Хронологија СФРЈ и СКЈ током 1990. | Хронологија СФРЈ и СКЈ током 1990. | Хронологија СФРЈ и СКЈ током 1990. | Хронологија СФРЈ и СКЈ током 1990. | фебруар → | фебруар → | фебруар → | фебруар → | фебруар → | фебруар → | фебруар → | фебруар → |
| П               | У               | С               | Ч               | П               | С               | Н               | П               | У                                  | С                                  | Ч                                  | П                                  | С                                  | Н                                  | П                                  | У                                  | С                                  | Ч                                  | П                                  | С                                  | Н                                  | П                                  | У                                  | С         | Ч         | П         | С         | Н         | П         | У         | С         |
| 1               | 2               | 3               | 4               | 5               | 6               | 7               | 8               | 9                                  | 10                                 | 11                                 | 12                                 | 13                                 | 14                                 | 15                                 | 16                                 | 17                                 | 18                                 | 19                                 | 20                                 | 21                                 | 22                                 | 23                                 | 24        | 25        | 26        | 27        | 28        | 29        | 30        | 31        |

## Догађаји

### 1. јануар
- Ступио на снагу почетак програма економских реформи Анте Марковића, председника Савезног извршног већа — чиме је деноминиран југословенски динар па је 10.000 динара постало 1 нови динар. У складу ових реформи грађанима је омогућено да могу слободно куповати страну валуту у банкама, по курсу 7 динара за немачку марку; омогућене су стране инвестиције; цене и плате замрзнуте на шест месеци и предвиђено затварање нерентабилних фирми.

- Народна банка Југославије, у складу са савезни економским реформама издала нове деноминиране новчанице апоена од 50 и 200 динара, које су замениле дотадашње новчанице од апоена од 500.000, односно 2.000.000 динара, која су издате 1989. године. На новчаници од 50 динара налазиле су се слике споменика — на предњој страни споменик „Револицији“ на Козари, а на задњој страни споменик „Палим борцима“ на Тјентишту (новчаница је била у оптицају до јуна). На новчаници од 200 динара налазиле су се такође слике споменика — на предњој страни споменик „Револицији“ на Козари, а на задњој страни споменик „Прекинут лет“ у Крагујевцу (новчаница је била у оптицају до 1991).[1]

### 5. јануар
- У Дувну од 3. до 5. јануара одржане масовне демонстрације грађана на којима је захтевано обустављање градње атомског акцелератора у склопу Творнице каблова Дувно, који је планирало да изгради предузеће „Енергоинвест“ из Сарајева. Еколошки протест, због наводне радијације и штетности по здравље људи, у коме су поред грађана Дувна, учествовали и становници околних градова Ливна, Посушја и Мостара, претворио се током 4. и 5. јануара у политичке демонстрације током којих су демолиране просторије Општинског комитета Савеза комуниста и Скупштине општине. Иако је још након првог протеста руководство фабрике каблова одустало је од изградње акцелератора, протести су настављени, а еколошка парола „Дувно неће Чернобил”, замењена је паролама „Нећемо ћирилицу” и „Нећемо руски”, као и захтевима за смену одређених општинских функционера и директора локалних предузећа. Тражено је такође и враћање старог назива града (Томиславград)[а] и заустављање „запостављања” већинског хрватског становништва у локалној власти. Власт СР Босне и Херцеговине окарактерисала је ове демонстрације као „националистичке“.[2][3][4][5]

### 6. јануар
- У Новој Пазови, у дворани биоскопа „Сутјеска“, одржана Оснивачка скупштина Српске народне обнове (СНО), која је настала из Друштва „Сава“, формираног 1987. године. На скупу се захтевало увођење монархије са династијом Карађорђевић и рехабилитација четничког покрета. За председника Српске народне обнове изабран је Мирко Јовић, а поред њега у руководству странке су били — Вук Драшковић, Илија Глигорејевић, Жарко Гавриловић и Милимир Ђуричић, као потпредседници и Александар Спасић, као генерални секретар. Драшковић је у марту напустио странку и формирао Српски покрет обнове (СПО).[1] Скуп у Новој Пазови оцењен је као националистички и наишао је на оштре критике руководства тада владајућих друштвено-политичких организација — Председништва Покрајинског комитета СК Војводине, Председништва Покрајинске конференије ССРН Војводине, Председништва Централног комитета СК Србије и Председништва Савезне конференције ССРН Југославије.[6][7]

### 7. јануар
- У селу Јасеница, на Грмечу, одржан народни збор у знак сећања на смотру јединица Четврте крајишке дивизије, коју је у овом месту 7. јануара 1943. извршио Врховни командант НОВ и ПОЈ Јосип Броз Тито. На народном збору говорио је члан Председништва ЦК СКЈ и председник Комитета Организације СК у ЈНА адмирал Петар Шимић.[8]

### 9. јануар
- У Београду одржана седница Савезног одбора Савеза удружења бораца Народноослободилачког рата Југославије (СУБНОР) на којој су борци Југославије упутили поруку делегатима предстојећег 14. ванредног конгреса СКЈ, у којој се између осталог предлагало да „Савез комуниста у времену кризе једног модела социјализма покаже да је могућ другачији модел демократског социјализма утемељен на принципима правне државе, политичком плурализму, пуном поштовању права и слобода грађана, без монопола СК, реланијој тржишној економији и самопуправљању”. Савезни одбор СУБНОР осудио је недавно промовисање националистичких странака, а пре свега — Српске народне обнове, Хрватске демократске заједнице и Словеначког демократског савеза.[9]
- У Загребу одржана изборна седница новог сазива Републичке конференције Социјалистичког савеза радног народа Хрватске (ССРН), на којој је за председника Републичке конференције изабран Жељко Мажар, а за секретара Маринко Панић.[10]

### 10. јануар
- У Титограду испред зграде Скупштине СР Црне Горе у присуству око 10.000 људи одржана „Велика свенародна скупштина” — скуп посевећен првој годишњици „антибирокрастких” демонстрација током којих је смењено тадашње државно-партијско руководство СР Црне Горе. На скупу су између осталих говорили —  генерал у пензији Радојица Ненезић и председник Председништва ЦК СК Црне Горе Момир Булатовић.[11][12]

### 11. јануар
- У Београду жири за доделу „Нинове награде“ за 1989. саопштио да је њен добитник Војислав Лубарда за роман Вазнесење. Овогодишњи жири сачињавали су — председник Борислав Михајловић Михиз и чланови Новак Килибарда, Светозар Кољевић, Божо Копривица, Игор Мандић, Бранко Поповић и Гојко Тешић.[13]

### 16. јануар
- У Љубљани одржана седница Централног комитета Савеза комуниста Словеније на којој је подржан предлог Декларације за 14. ванредни конгрес СКЈ и  предложено делегатима СК Словеније да на Конгресу подрже програм нужних мера за демократске реформе. Истакнуто је и да се ЦК СКС залаже да се на територији читаве СФРЈ одмах осигурају сва људска права и слободе, да се донесе Закон о слободи политичког удруживања и нови Закон о изборима који би морао осигурати непосредне, опште и тајне изборе на којима би равноправно учествовали сви политички субјекти. Такође, руководство ЦК СКС истакло је став да се залаже да се Савез комуниста Југославије до краја 1990. преобрази у „савез политичких субјеката”, који би укључивао самосталне организације, које делују у федералним јединицама, као и предлог да се на предстојећем конгресу из Статута СКЈ избришу одредбе о демократском централизму.[14]

### 18. јануар
- У Дому ЈНА у Београду одржана седница Комитета Организације Савеза комуниста у ЈНА на којој су у склопу припрема за предстојећи Конгрес усвојени ставови да ће се делегати ОСК у ЈНА на Конгресу залагати за јединствену Југославију и њен федеративни систем и за демократско социјалистичко уређење. Адмирал Петар Шимић, председник Комитета ОСК у ЈНА истакао је да неће одустати од идеје комунизма, али да ће поштовати вољу већине на Конгресу.[15]

### 19. јануар
- У Београду одржана 30 седница Централног комитета Савеза комуниста Југославије (ЦК СКЈ) на којој је усвојен нацрт Резолуције 14 ванредног конгреса, као и нацрти Резолуције о Косову и Резолуције о добросуседским односима, положају и правима југословенских народа који као националне мањине живе у суседним земљама. На седници су такође су усвојене одређене кадровске и организационо-техничке припреме за предстојећи Конгрес. Према утврђеном редоследу за највише функције у Савезу комуниста — нови председник ЦК СКЈ требао је бити из СК Словеније, а секретар Председништва ЦК СКЈ из СК Војводине. Била је ово последња седница Централног комитета СКЈ, изабраног на Тринаестом конгресу СКЈ, али и званично последња седница ЦК СКЈ, пошто је на Конгресу дошло до распада Савеза комуниста.[б][17][18]

### 20. јануар
- У Београду у великој дворани „Сава центра“ под слоганом За демократски социјализам и Југославију почео Четврнаести ванредни конгрес Савеза комуниста Југославије (СКЈ), коме је присуствовало 1.601 делегат. Након дуже расправе на пленарној седници око редоследа дневног реда и начина изгласавања конгресне Декларације, дотадашњи председник Председништва ЦК СКЈ Милан Панчевски поднео је Реферат Савез комуниста Југославије и друштвена реформа. Даљи рад Конгрес је наставио у три комисије — Комисији за привредну реформу, Комисији за реформу политичког система и Комисији за преображак Савеза комуниста Југославије.[19][20][1]

### 21. јануар
- У Београду другог дана Четврнаестог ванредног конгреса СКЈ рад je настављен по комисијама, где су током читавог дана вођене полемичке расправе. У Комисији за преображај СКЈ вођена је полемика око предлога за промену назива СКЈ, док су у Комисији за реформу политичког сиситема и Комисји за привредну реформу оживели ранији сукоби и размимоилажења представника СК Србије и СК Словеније, око међусобне привредне блокаде.[21] Одлуком радног Председништва конгреса, а на предлог делегата СК Словеније, одлучено је да даљи рад Конгрес настави на пленарној седници.[22]

### 24. јануар
- У САП Косово од 24. јануара до 2. фебруара избили албански протести, које су се касније претвориле у оружане демонстрације и сукобе са припадницима милиције у којима је било и мртвих. Протести су започели 24. јануара у Пришини, испред зграде Покрајиснког комитета СК Косова, са захтевима — укидање ванредног стања, ослобођење Азема Власија, оставка целокупног руководства Покрајине и слободни избори. На протестима је учествовало око 40.000 људи албанске националности, међу којима и студенти Приштинског универзитета.[20][1]

### 26. јануар
- У Пећи и Титовој Митровици избили оружани сукоби између припадника милиције и наоружаних албанских демонстраната. Истог дана одржане су и велике албанске демонстрације у Подујеву.

### 27. јануар
- У оружаним сукобима припадника милиције и наоружаних албанских демонстраната погинуло четворо људи у Ораховцу, а један у Пећи. Истог дана одржане су и велике албанске демонстрације у Сувој Реци и Гњилану.
- У Загребу одржане демонстрације око 10.000 студената Загребачког свеучилишта, који су протестовали против инфлације и пада животног стандарда.

### 28. јануар
- Извршно веће САП Косова и Покрајински комитет СК Косова издали заједничко саопштење у којем се оцењује — да стање у Покрајини поприма драматичне токове и да има најава немира ширих размера.[20]

### 31. јануар
- У оружаним сукобима на Косову, погинуло петоро људи — у Ораховцу, Подујеву и Липљану.
- У Београду се око поноћи испред зграде Скупштине СФРЈ окупили студенти Београдског универзитета са паролама — Не дамо Косово, Идемо на Косово и др.[20]